# Brayan Rodallegas
Brayan Rodallegas (Villavicencio, 15 de noviembre de 1997) es un halterófilo colombiano.

## Carrera
En 2019 compitió en el Torneo Panamericano de Guatemala en la categoría de 81 kilogramos, coronándose campeón. Ese mismo año compitió en los Juegos Panamericanos de Lima, ganado la presea dorada para su país en la misma categoría.